# Balonul de Aur FIFA 2010
Balonul de Aur FIFA 2010 a fost anul inaugural pentru premiile FIFA pentru cel mai buni antrenori și jucători de fotbal ai anului. Premiul acesta a rezultat din unirea premiului Fotbalistul anului FIFA cu premiul Balonul de Aur, în trecut acordat de France Football. Ceremonia de premiere a avut loc pe 10 ianuarie 2011 în Zurich, Elveția. Cei trei finaliști pentru fiecare categorie au fost anunțați pe 6 decembrie 2010.
La Masia, academia de fotbal a FC Barcelona a realizat un record devenind prima academie care a dat toți cei trei finaliști la categoria fotbalistul anului în același an: Lionel Messi, Andrés Iniesta și Xavi.
Marta a câștigat Balonul de Aur feminin; ea a câștigat ultimele patru premii Fotbalistul Anului.
Antrenorul portughez al Real Madrid și în trecut al Inter Milano, José Mourinho, a fost primul câștigător al Balonul de Aur FIFA Antrenorul Anului în 2010. Versiunea pentru fotbalul feminin a fost câștigată de Silvia Neid antrenoarea Germaniei.

## Caștigători

#### Masculin

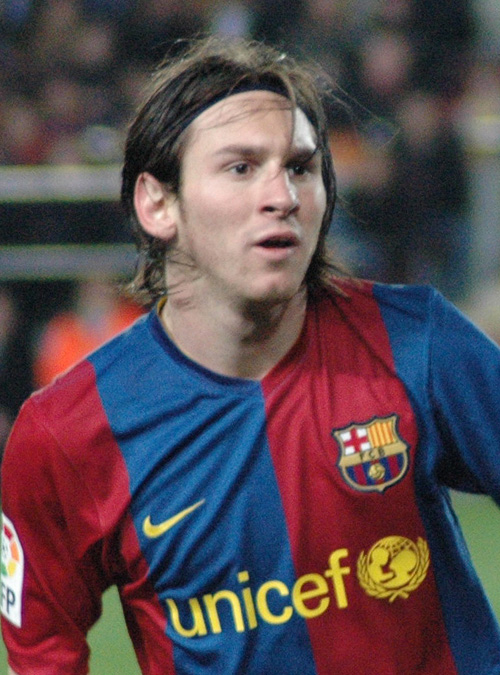
Lionel Messi.

| Locul | Jucator        | Nationalitate | Echipa de club |
| ----- | -------------- | ------------- | -------------- |
| 1     | Lionel Messi   | Argentina     | FC Barcelona   |
| 2     | Andres Iniesta | Spania        | FC Barcelona   |
| 3     | Xavi           | Spania        | FC Barcelona   |

### Feminin
| Player           | Nationality | Club            |
| ---------------- | ----------- | --------------- |
| Marta            | Brazilia    | FC Gold Pride   |
| Birgit Prinz     | Germania    | Frankfurt       |
| Fatmire Bajramaj | Germania    | Turbine Potsdam |

### Antrenorul anului în fotbalul masculin

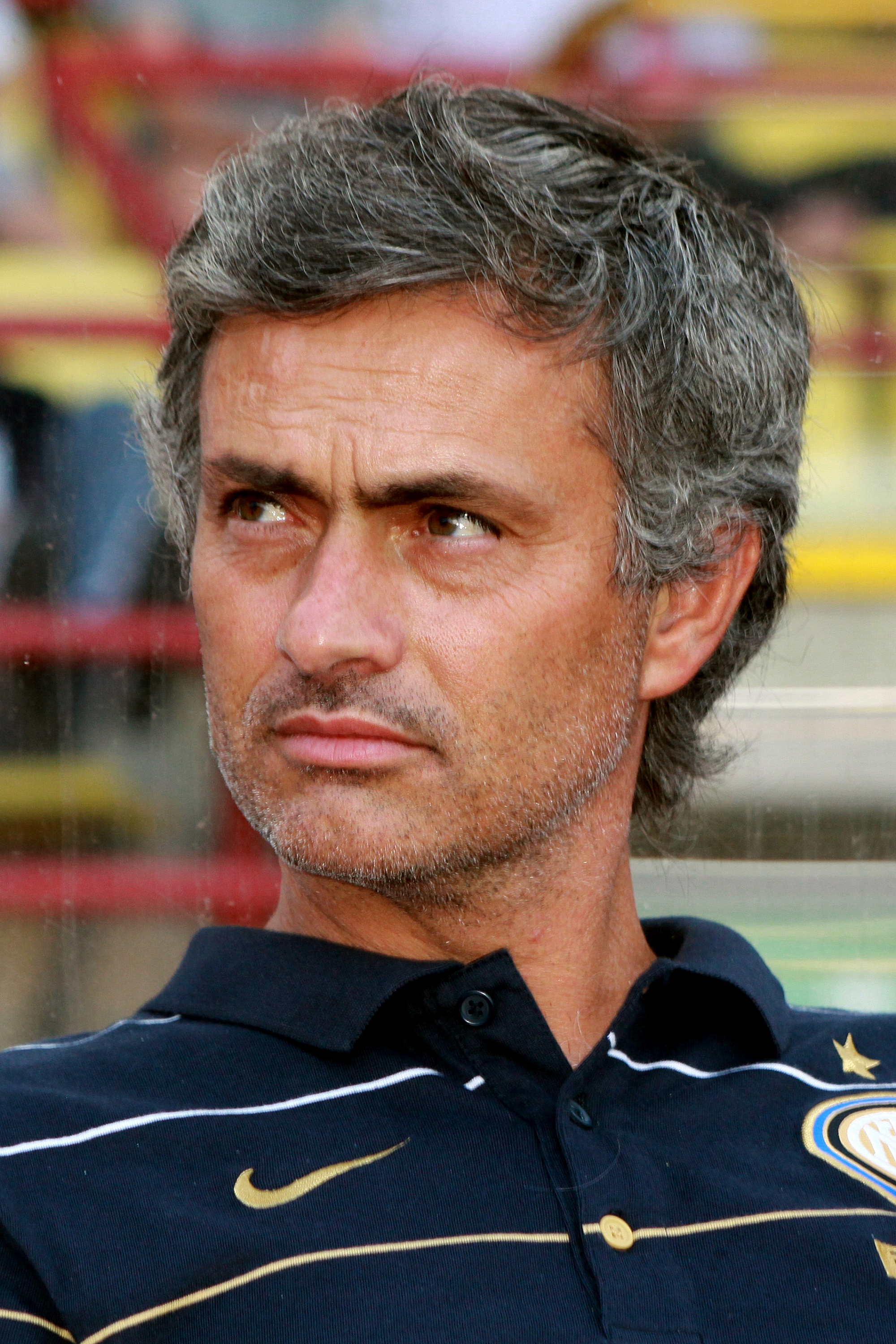
Jose Mourinho

| Locul | Antrenorul         | Nationalitate | Echipa(e) antrenata(e)            |
| ----- | ------------------ | ------------- | --------------------------------- |
| 1     | Jose Mourinho      | Portugalia    | Internazionale Milano Real Madrid |
| 2     | Vicente del Bosque | Spania        | Spania                            |
| 3     | Josep Guardiola    | Spania        | FC Barcelona                      |

### Antrenorul anului în fotbalul feminin
| Antrenor      | Naționalitate | Club/Țara     |
| ------------- | ------------- | ------------- |
| Silvia Neid   | Germania      | Germania      |
| Maren Meinert | Germania      | Germania U-20 |
| Pia Sundhage  | Suedia        | Statele Unite |

### Premiul FIFA Puskás
| Jucător        | Naționalitate | Club           |
| -------------- | ------------- | -------------- |
| Hamit Altıntop | Turcia        | Bayern München |

### FIFA/FIFPro World XI
| Poziția | Jucător           | Echipa națională | Club                |
| ------- | ----------------- | ---------------- | ------------------- |
| P       | Iker Casillas     | Spania           | Real Madrid         |
| F       | Maicon            | Brazilia         | Internazionale      |
| F       | Carles Puyol      | Spania           | Barcelona           |
| F       | Gerard Piqué      | Spania           | Barcelona           |
| F       | Lúcio             | Brazilia         | Internazionale      |
| M       | Wesley Sneijder   | Țările de Jos    | Internazionale      |
| M       | Xavi              | Spania           | Barcelona           |
| M       | Andrés Iniesta    | Spania           | Barcelona           |
| A       | Cristiano Ronaldo | Portugalia       | Real Madrid         |
| A       | David Villa       | Spania           | Valencia, Barcelona |
| A       | Lionel Messi      | Argentina        | Barcelona           |